# Tresty ve škole
Trest je jedna z forem negativního motivačního působení na žáka ve škole.  Trest je spojen s chováním nebo jednáním jedince, které vyjadřuje negativní hodnocení a přináší vychovávanému nelibost,  frustraci a omezení některých jeho potřeb. 

## Funkce trestů
Trest má dvě funkce. První je funkce informační, která konstatuje nesprávnost chování. Druhá funkce je motivační, která navozuje u žáků motivační konflikt a prožitek neúspěchu. Žáci někdy vidí v trestu i třetí funkci a to vyjádření negativního osobního vztahu učitele k sobě.

## Druhy trestů
Existují tři druhy trestů: fyzický, psychický a zakázání oblíbené činností. Psychické tresty fungují na bázi striktního, chladného chování učitele. Fyzické (tělesné) tresty působí bolest nebo nepohodlí ve snaze přimět žáka k lítosti za určité jednání. Tresty se také dělí i na přirozené a umělé. Přirozené tresty jsou ty, jejichž nepříjemné následky se dostaví ihned po spáchání neukázněného počinu. Ty umělé jsou produkovány vychovateli. 

### Druhy trestů ve škole
Mezi tresty používané ve škole patří administrativní opatření k posílení kázně (černé puntíky, poznámka do žákovské, záporné body za
chování), tresty založené na nadávkách, zesměšňování a
ironii, omezení volného času žáků (zrušení přestávky, předškola, poškola), pracovní trest (domácí úkoly navíc, písemná práce za trest), hromadný trest, odebrání věci, vyloučení z kolektivu (přesazení, zákaz účasti na školním výletě) 
Další tresty, které se ve škole mohou objevovat, jsou písemné úkoly, zadržení (izolace), ztráta výhod, vyloučení ze třídy, slovní varování, informování osob pro žáka významných, symbolický trest (černé puntíky) a dočasné vyloučení ze školy. 

## Zásady trestání
Každý učitel by měl dodržovat zásady při udělování trestů. 
1. Přesně vymezená pravidla
2. Úměrnost trestu
3. Stejná spravedlnost pro všechny
4. Trest jako cesta k nápravě

Trestání může vést i k negativním následkům. Účinky trestů jdou jen velmi těžko předvídat. Různé účinky trestu závisejí na různých faktorech, patří mezi ně osobní vlastnosti žáka, jeho předchozí zkušenosti, výchova v rodině, vztah učitele a žáka, klima třídy, daná situace a momentální okolnosti. 

## Důvody trestání
Trestání může mít různé důvody. Jedním z nich je určitý pocit zodpovědnosti, učitel chce dětem vštípit mravní principy, chce, aby dodržovaly sliby, dohody, povinnosti a pravidla, aby si uvědomily, kde jsou určité meze a mantinely. Trest má zamezit dalšímu nežádoucímu chování, má být pro ostatní ponaučením a výstrahou. Dalším důvodem je určitá tradice, převzatý model výchovy z rodiny, představa, že tresty jsou nutnou součástí výchovy a vychovatel by tudíž selhal, kdyby netrestal. 
Učitel se k použití trestu uchyluje především z těchto důvodů:
- pro udržení kázně ve třídě a škole
- jako výstrahu ostatním žákům, kteří se chovají neukázněně
- jako motivaci žákům k lepšímu výkonu
- jako zamyšlení se nad činem, který žáci provedli
- jako pomoc k upevnění povědomí o sociálních rolích
- jako pomoc pro žáky k uvědomění si vlastních chyb
- jako možnost oslabení opakování stejných chyb

## Kázeň ve třídě
Kázeň je spojená s tím, jak žáci dovedou zachovávat společenská a školní pravidla, spolupracují s učitelem na plnění stanovených cílů výuky a podílí se na vytváření příznivého sociálního prostředí. Žáci plní zadané sociální role a stanovené úkoly spojené s respektováním autority. Mezi nejobvyklejší narušení kázně ve třídě patří napovídání, krádež ve třídě, agresivita žáků, šikana, žákovský humor a žertíky, moderní technologie, třídní vzpoura, alkohol a rušivé chování. 